# Federico Ricci
Federico Ricci (født 27. maj 1994 i Rom, Italien) er en italiensk fodboldspiller der spiller som midtbanespiller for Crotone, udlejet fra Sassuolo

## Klubkarriere

### AS Roma
Ricci blev i starten af 2013-14 sæsonen rykket op på AS Romas senior trup. 
Den 1. december 2013 fik Ricci sin debut for klubben, hvor han kom på banen som indskifter. Ricci og co. vendte kampen fra 0-1 til 1-1 imod Atalanta. 